# 毛罗·伊卡尔迪
毛羅·埃馬努埃爾·伊卡爾迪·里韋羅（西班牙語：Mauro Emanuel Icardi Rivero，1993年2月19日—），為阿根廷職業足球員，司職前鋒。現效力於土超俱樂部加拉塔沙雷，前阿根廷國家足球隊成員。

## 生涯
伊卡爾迪出生於阿根廷羅薩里奧，6歲時和家人移居到西班牙，並在貝辛達里奧接受職業足球訓練，他在各級別的青年隊比賽中總共射進超過500個進球。他出身於巴塞羅那的青訓系統，其後轉會至桑普多利亞，開始其職業生涯。2013年，他轉會至國際米蘭，並於2014-15賽季成為聯賽神射手。在國家隊方面，伊卡迪於2013年10月首次代表阿根廷國家足球隊上陣。

2008年，西甲豪門巴塞羅那和伊卡爾迪簽訂一份至2013年到期的合同。伊卡爾迪先後在巴塞羅那U17和U19梯隊踢球。

### 桑普多利亞
2011年1月11日，他被租借到意大利球隊桑普多利亞至賽季結束。他在意大利青年聯賽中表現出色，在租借期的19場比賽中射進13球。2011年7月，桑普多利亞動用租借合同中的買斷條款，以40萬歐元的身價和伊卡爾迪簽約3年。
2012年5月12日，他在意乙聯賽桑普多利亞對陣尤維斯塔比亞的比賽第75分鐘替補布魯諾·福納羅利出場，上演職業生涯的聯賽首秀。10分鐘後，他射入首粒正式比賽進球，幫助球隊2比1擊敗對手。2012/13赛季，伊卡尔迪在意甲联赛中出场31次，收获10个进球，帮助球队保级成功。

### 國際米蘭
2013年4月，有消息稱伊卡爾迪將在新賽季加盟國際米蘭。5月份，桑普多利亞官方證實了這個消息，7月9日，國際米蘭正式宣佈伊卡爾迪加盟球隊。2013年9月14日，他在意大利德比中射进加盟國際米蘭的首個正式比賽進球，最終幫助球隊主場1比1戰平尤文圖斯。
2016-17球季，身為隊長的伊卡爾迪與自家球迷鬧翻，許多球迷都希望國米能甩賣伊卡爾迪。
2018-19賽季，由於妻子兼經紀人旺達（Wanda Icardi，原名Wanda Nara）的言論，以及球員自己的表現，伊卡爾迪被剝奪了隊長的資格，他也因此稱病拒絕為球隊出戰長達兩個月之久。

### 巴黎聖日耳門（外借）
2019年9月3日，巴黎聖日耳門宣佈，由國際米蘭借用阿根廷隊前鋒莫路伊卡迪，合約包括以7000萬歐元優先收購的條款。26歲的伊卡迪季前獲告知不在國米未來發展計劃，離隊後表示對轉戰法甲充滿信心，並感謝新東家信任自己。
2019年10月1日，伊卡爾迪於歐聯分組賽作客1:0擊敗加拉塔沙雷時射入奠勝，亦是其加盟以來的第1球。23日，伊卡迪撞入一球，協助5:0大捷布魯日。
2019年10月6日，法甲榜首大戰，主場以4:0大勝賽前排次席昂熱，新加盟的伊卡迪射入首個法甲入球。27日，伊卡迪及安巴比在上半場各入兩球，以4:0輕取馬賽。

### 巴黎聖日耳門
2020年5月31日巴黎聖日耳門執行了伊卡爾迪合約中的 7000萬歐元優先收購的條款，隨後 巴黎聖日耳門官方宣佈伊卡迪正式轉會巴黎聖日耳門，合約直到2024年6月30日。2020年9月，伊卡尔迪感染2019冠狀病毒病。

### 加拉塔薩雷
2022年9月，土耳其足球超級聯賽加拉塔薩雷足球俱樂部在轉會窗口結束當天簽入了伊卡爾迪在內共五名球員，伊卡爾迪和加拉塔薩雷簽下了為期一年的租借合同。

## 職業生涯數據
最後更新： 31 五月 2020
| 球會                | 球季    | 聯賽 | 聯賽 | 聯賽 | 杯賽 | 杯賽 | 其他杯賽 | 其他杯賽 | 歐洲 | 歐洲 | 其他 | 其他 | 總和 | 總和 |
| 球會                | 球季    | 聯賽 | 出場 | 進球 | 出場 | 進球 | 出場     | 進球     | 出場 | 進球 | 出場 | 進球 | 出場 | 進球 |
| ------------------- | ------- | ---- | ---- | ---- | ---- | ---- | -------- | -------- | ---- | ---- | ---- | ---- | ---- | ---- |
| 桑普多利亚          | 2011–12 | 意乙 | 2    | 1    | 0    | 0    | —        | —        | —    | —    | —    | —    | 2    | 1    |
| 桑普多利亚          | 2012–13 | 意甲 | 31   | 10   | 0    | 0    | —        | —        | —    | —    | —    | —    | 31   | 10   |
| 桑普多利亚          | 合計    | 合計 | 33   | 11   | 0    | 0    | —        | —        | —    | —    | —    | —    | 33   | 11   |
| 国际米兰            | 2013–14 | 意甲 | 22   | 9    | 1    | 0    | —        | —        | —    | —    | —    | —    | 23   | 9    |
| 国际米兰            | 2014–15 | 意甲 | 36   | 22   | 2    | 1    | —        | —        | 10   | 4    | —    | —    | 48   | 27   |
| 国际米兰            | 2015–16 | 意甲 | 33   | 16   | 1    | 0    | —        | —        | —    | —    | —    | —    | 34   | 16   |
| 国际米兰            | 2016–17 | 意甲 | 34   | 24   | 2    | 0    | —        | —        | 5    | 2    | —    | —    | 41   | 26   |
| 国际米兰            | 2017–18 | 意甲 | 34   | 29   | 2    | 0    | —        | —        | —    | —    | —    | —    | 36   | 29   |
| 国际米兰            | 2018–19 | 意甲 | 29   | 11   | 2    | 2    | —        | —        | 6    | 4    | —    | —    | 37   | 17   |
| 国际米兰            | 合计    | 合计 | 188  | 111  | 10   | 3    | —        | —        | 21   | 10   | —    | —    | 219  | 124  |
| 巴黎圣日耳曼 (外借) | 2019–20 | 法甲 | 20   | 12   | 3    | 0    | 2        | 3        | 6    | 5    | —    | —    | 31   | 20   |
| 合计                | 合计    | 合计 | 241  | 134  | 13   | 3    | 2        | 3        | 27   | 15   | 0    | 0    | 283  | 155  |

1. 1 2  欧联
2. 1 2  欧洲冠军联赛

## 国家队生涯
2013年10月15日，他在2014年世界杯外围赛阿根廷2比3不敌乌拉圭的比赛第82分钟替补費爾南德斯出场，上演国家队首秀。

## 榮譽

### 球會
巴黎聖日耳曼
- 法国足球甲级联赛冠軍：2019-20、2021-22
- 法國盃冠軍：2019-20、2020-21
- 法國聯賽盃冠軍：2019–20
- 法國超級盃冠軍：2020、2022
- 歐洲冠軍聯賽亞軍：2019–20

 加拉塔沙雷
- 土耳其足球超級聯賽冠軍：2022-23

### 個人
- 意大利足球甲级联赛最佳射手：2014-15，2017-18賽季
- 意大利足球甲级联赛年度最佳團隊：2014-15，2017-18賽季
- 意大利足球甲级联赛年度最佳進球：2018年
- 意大利足球甲级联赛足球先生：2018年
- 加澤塔體育獎年度最佳表現：2018年

## 外部連結
- Soccerway資料庫：毛罗·伊卡尔迪